# علی ظفر

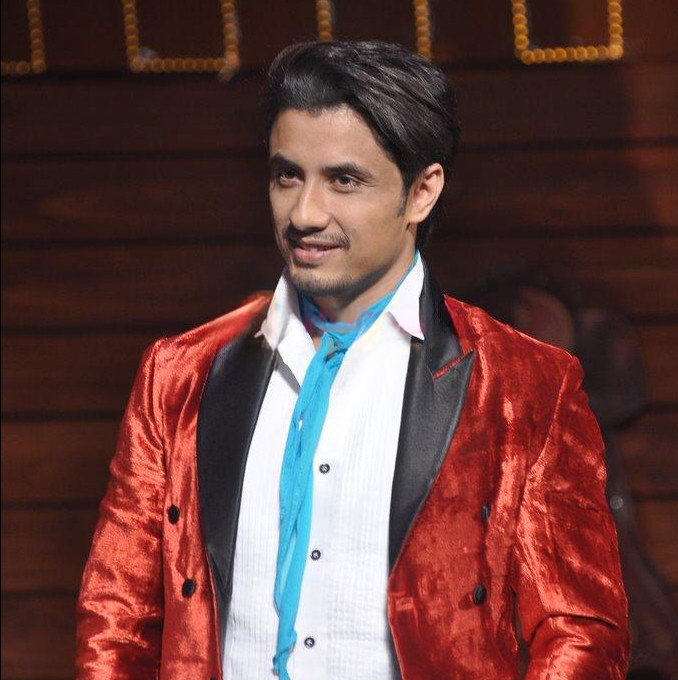
علی ظفر

علی ظفر (انگلیسی: Ali Zafar؛ زادهٔ ۱۸ مهٔ ۱۹۸۰) خواننده، ترانه سرا، تهیه‌کننده موسیقی، نقاش و بازیگر اهل کشور پاکستان است. وی علاوه بر سینمای پاکستان در سینمای هند نیز فعال است. او از سال ۲۰۰۳ میلادی تاکنون مشغول فعالیت بوده‌است.او به زبان های انگلیسی اردو پنجابی پشتو هندی و بلوچی تسلط دارد.
او در فیلم‌های عروس برادر من، بن لادن تو، زندگی و دل رو بکش بازی کرده‌است.